# روبن کروز
روبن کروز (انگلیسی: Rubén Cruz؛ زادهٔ ۱۳ اکتبر ۱۹۸۵) بازیکن فوتبال اهل اسپانیا است.
از باشگاه‌هایی که در آن بازی کرده‌است می‌توان به باشگاه فوتبال رئال بتیس و باشگاه فوتبال آلباسته بالومپیه اشاره کرد.